# Frank Bunker Gilbreth
Frank Bunker Gilbreth se je rodil 7. julija 1868 v Fairfieldu v zvezni državi Maine.  Bil je eden prvih zagovornikov znanstvenega menedžmenta in pionir  na področju  študij gibanja.
Frank se je po opravljeni srednji šoli zaposlil kot zidar, kjer je začel iskati načine, kako polagati zidake čim hitreje in s čim manj napora. Napredoval je do izumitelja ter inženirja menedžmenta, občasno pa je predaval tudi na Univerzi Purdue.
Leta 1904 se je poročil z Lillian Moller, v zakonu se jima je rodilo 12 otrok. Skupaj sta ustanovila podjetje Gilbreth, Inc., v  okviru katerega sta nudila storitve svetovanja.
Umrl je 14. junija 1924 na železniški postaji v Montclairu v New Jerseyu, med tem ko je telefoniral. Vzrok smrti je bil srčni infarkt.
1. 1 2  Encyclopædia Britannica
2. 1 2  SNAC — 2010.